# Montégut (Hautes-Pyrénées)
Pour les articles homonymes, voir Montégut.
Montégut est une commune française située dans l'est du département des Hautes-Pyrénées, en région Occitanie. Sur le plan historique et culturel, la commune est dans le pays de Comminges, correspondant à l’ancien comté de Comminges, circonscription de la province de Gascogne située sur les départements actuels du Gers, de la Haute-Garonne, des Hautes-Pyrénées et de l'Ariège.
Exposée à un climat océanique altéré, elle est drainée par la Neste, le Merdan, le ruisseau de Nistos et par deux autres cours d'eau. La commune possède un patrimoine naturel remarquable : un site Natura 2000 (« Garonne, Ariège, Hers, Salat, Pique et Neste ») et quatre zones naturelles d'intérêt écologique, faunistique et floristique.
Montégut est une commune rurale qui compte 128 habitants en 2022, après avoir connu un pic de population de 452 habitants en 1846. Elle fait partie de l'aire d'attraction de Lannemezan..
Ses habitants sont appelés les Montéacutins.

## Géographie

### Localisation
La commune de Montégut se trouve dans le département des Hautes-Pyrénées, en région Occitanie.
Elle se situe à 40 km à vol d'oiseau de Tarbes, préfecture du département, à 29 km de Bagnères-de-Bigorre, sous-préfecture, et à 12 km de Lannemezan, bureau centralisateur du canton de la Vallée de la Barousse dont dépend la commune depuis 2015 pour les élections départementales.
La commune fait en outre partie du bassin de vie de Montréjeau.
Les communes les plus proches sont : 
Lombrès (1,0 km), Aventignan (1,5 km), Nestier (1,9 km), Saint-Paul (2,0 km), Saint-Laurent-de-Neste (2,3 km), Anères (3,2 km), Mazères-de-Neste (3,4 km), Bize (3,5 km).
Sur le plan historique et culturel, Montégut fait partie du pays de Comminges, correspondant à l’ancien comté de Comminges, circonscription de la province de Gascogne située sur les départements actuels du Gers, de la Haute-Garonne, des Hautes-Pyrénées et de l'Ariège.
Les communes limitrophes sont  Aventignan, Bize, Générest, Lombrès, Nestier, Saint-Laurent-de-Neste, Saint-Paul et Seich.
| Saint-Laurent-de-Neste | Saint-Paul | Aventignan |
| Nestier                | Montégut   | Lombrès    |
| Bize                   | Seich      | Générest   |

### Hydrographie
La commune est dans le bassin versant de la Garonne, au sein du bassin hydrographique Adour-Garonne. Elle est drainée par le Neste, le Merdan, le Ruisseau de Nistos, un bras de la Neste et le ruisseau Rieu Sec, constituant un réseau hydrographique de 5 km de longueur totale,.
Le Neste, d'une longueur totale de 73,1 km, prend sa source dans la commune d'Aragnouet et s'écoule vers le nord puis se réoriente vers l'est. Il traverse la commune et se jette dans la Garonne à Montréjeau, après avoir traversé 34 communes.
Le Merdan, d'une longueur totale de 11 km, prend sa source dans la commune de Bize et s'écoule vers le nord-est. Il traverse la commune et se jette dans la Neste à Aventignan, après avoir traversé 4 communes.
Le Ruisseau de Nistos, d'une longueur totale de 18,5 km, prend sa source dans la commune de Sarrancolin et s'écoule vers le nord. Il traverse la commune et se jette dans la Neste à Mazères-de-Neste, après avoir traversé 8 communes.

### Climat
Le climat est tempéré de type océanique, en raison de l'influence proche de l'océan Atlantique situé à peu près 150 km plus à l'ouest. La proximité des Pyrénées fait que la commune profite d'un effet de foehn, il peut aussi y neiger en hiver, même si cela reste inhabituel.
La station météorologique de Météo-France installée sur la commune et en service de 2008 à 2014 permet de connaître l'évolution des indicateurs météorologiques. Le tableau détaillé pour la période 1981-2010 est présenté ci-après.
| Mois                                  | jan.          | fév.           | mars          | avril         | mai           | juin        | jui.         | août        | sep.         | oct.          | nov.        | déc.          | année      |
| ------------------------------------- | ------------- | -------------- | ------------- | ------------- | ------------- | ----------- | ------------ | ----------- | ------------ | ------------- | ----------- | ------------- | ---------- |
| Température minimale moyenne (°C)     | 0,2           | 0,8            | 3             | 4,8           | 8,4           | 11,9        | 14,1         | 14          | 11           | 7,6           | 3,4         | 1             | 6,7        |
| Température moyenne (°C)              | 4,7           | 5,6            | 8,4           | 10,2          | 13,8          | 17,3        | 19,5         | 19,5        | 16,6         | 12,7          | 8           | 5,4           | 11,8       |
| Température maximale moyenne (°C)     | 9,1           | 10,4           | 13,7          | 15,5          | 19,1          | 22,6        | 25           | 25          | 22,3         | 17,9          | 12,5        | 9,7           | 16,9       |
| Record de froid (°C) date du record   | −10 09.01.09  | −12,3 08.02.12 | −5 11.03.10   | −0,9 17.04.12 | 0 07.05.10    | 5 21.06.10  | 8,1 18.07.11 | 7 31.08.10  | 4,5 29.09.10 | −3,5 29.10.12 | −6 28.11.13 | −9 26.12.10   | −12,3 2012 |
| Record de chaleur (°C) date du record | 20,5 07.01.11 | 23 27.02.10    | 25,4 15.03.12 | 28,5 09.04.11 | 30,5 25.05.11 | 34 27.06.11 | 36 21.07.09  | 38 26.08.10 | 32 10.09.11  | 31 07.10.09   | 27 17.11.09 | 22,2 16.12.11 | 38 2010    |
| Précipitations (mm)                   | 96,1          | 75,1           | 86,3          | 107,1         | 110,4         | 74,3        | 69,1         | 77          | 79,8         | 81,5          | 96,2        | 95,3          | 1 048,2    |

### Milieux naturels et biodiversité

#### Réseau Natura 2000

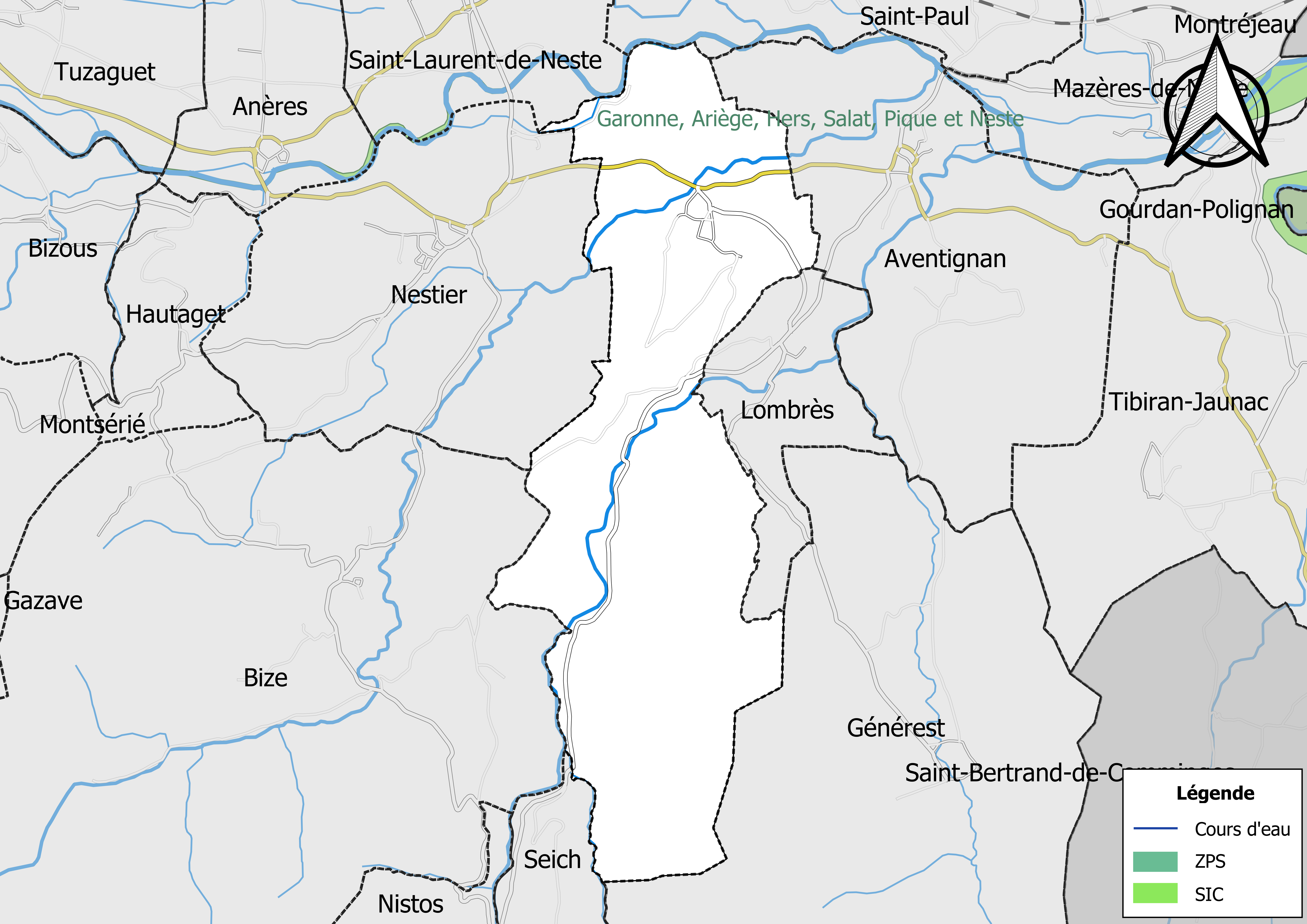
Site Natura 2000 sur le territoire communal.

Le réseau Natura 2000 est un réseau écologique européen de sites naturels d'intérêt écologique élaboré à partir des directives habitats et oiseaux, constitué de zones spéciales de conservation (ZSC) et de zones de protection spéciale (ZPS).
Un site Natura 2000 a été défini sur la commune au titre de la directive habitats : « garonne, Ariège, Hers, Salat, Pique et Neste », d'une superficie de 9 581 ha, un réseau hydrographique pour les poissons migrateurs (zones de frayères actives et potentielles importantes pour le Saumon en particulier qui fait l'objet d'alevinages réguliers et dont des adultes atteignent déjà Foix sur l'Ariège.

#### Zones naturelles d'intérêt écologique, faunistique et floristique
L’inventaire des zones naturelles d'intérêt écologique, faunistique et floristique (ZNIEFF) a pour objectif de réaliser une couverture des zones les plus intéressantes sur le plan écologique, essentiellement dans la perspective d’améliorer la connaissance du patrimoine naturel national et de fournir aux différents décideurs un outil d’aide à la prise en compte de l’environnement dans l’aménagement du territoire.
Deux ZNIEFF de type 1 sont recensées sur la commune :
la « Neste moyenne et aval » (283 ha), couvrant 25 communes dont une dans la Haute-Garonne et 24 dans les Hautes-Pyrénées et 
le « réseau hydrographique du Nistos » (79 ha), couvrant 14 communes du département
et deux ZNIEFF de type 2, : 
- les « Garonne amont, Pique et Neste » (1 788 ha), couvrant 112 communes dont 42 dans la Haute-Garonne et 70 dans les Hautes-Pyrénées[19] ;
- le « piémont calcaire, forestier et montagnard du Nistos en rive droite de la Neste » (15 195 ha), couvrant 26 communes dont une dans la Haute-Garonne et 25 dans les Hautes-Pyrénées[20].

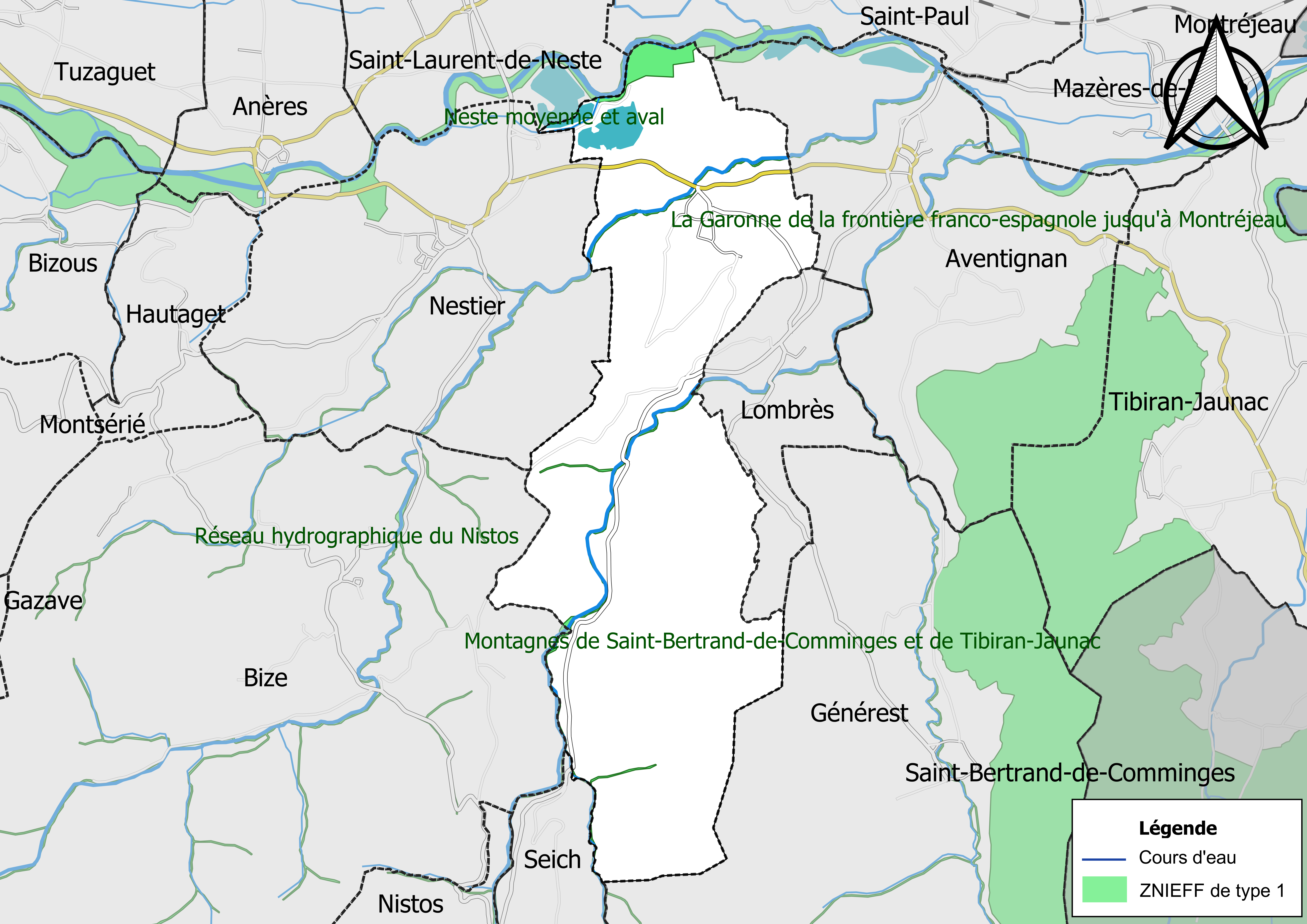
Carte des ZNIEFF de type 1 sur la commune.
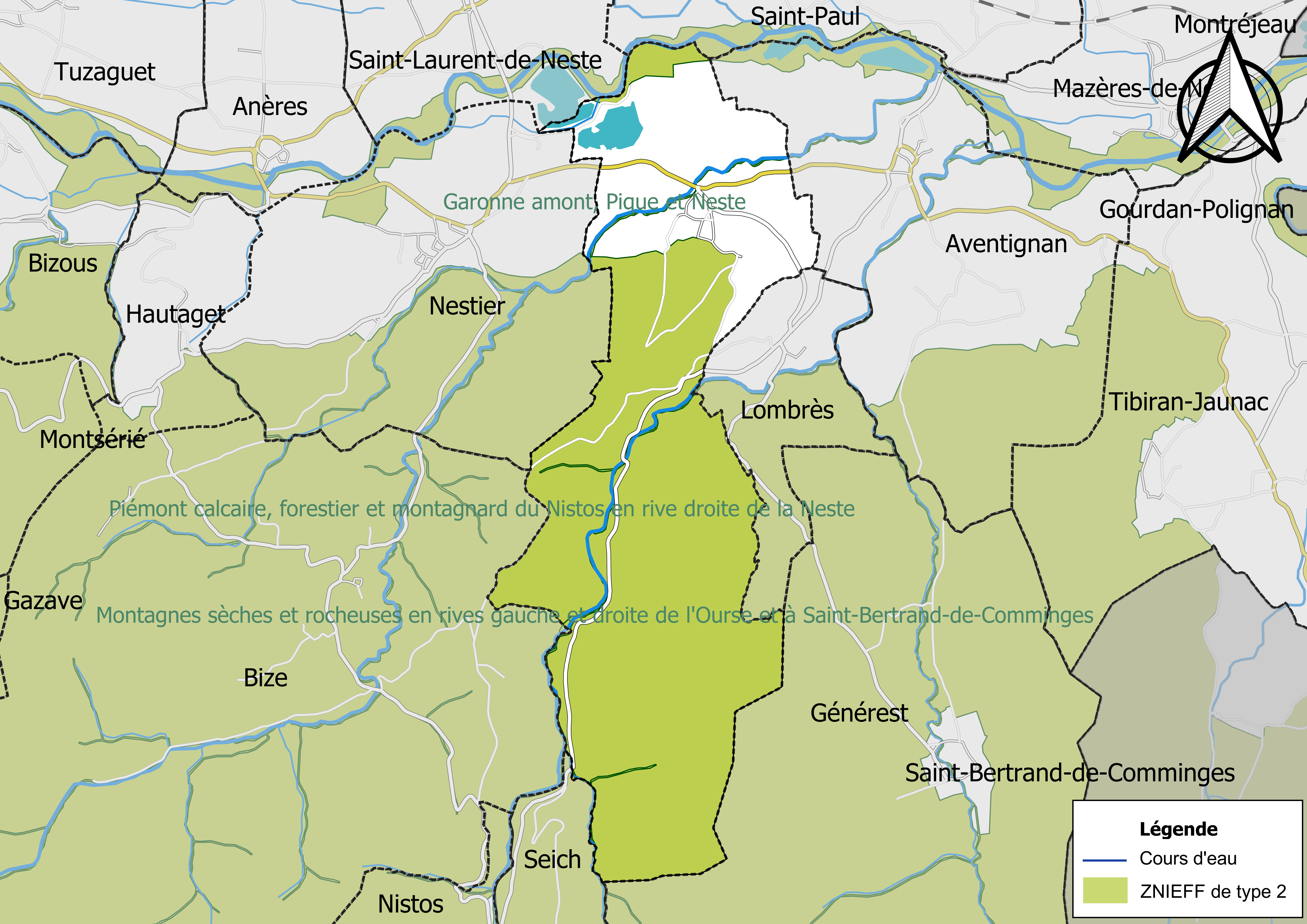
Carte des ZNIEFF de type 2 sur la commune.

## Urbanisme

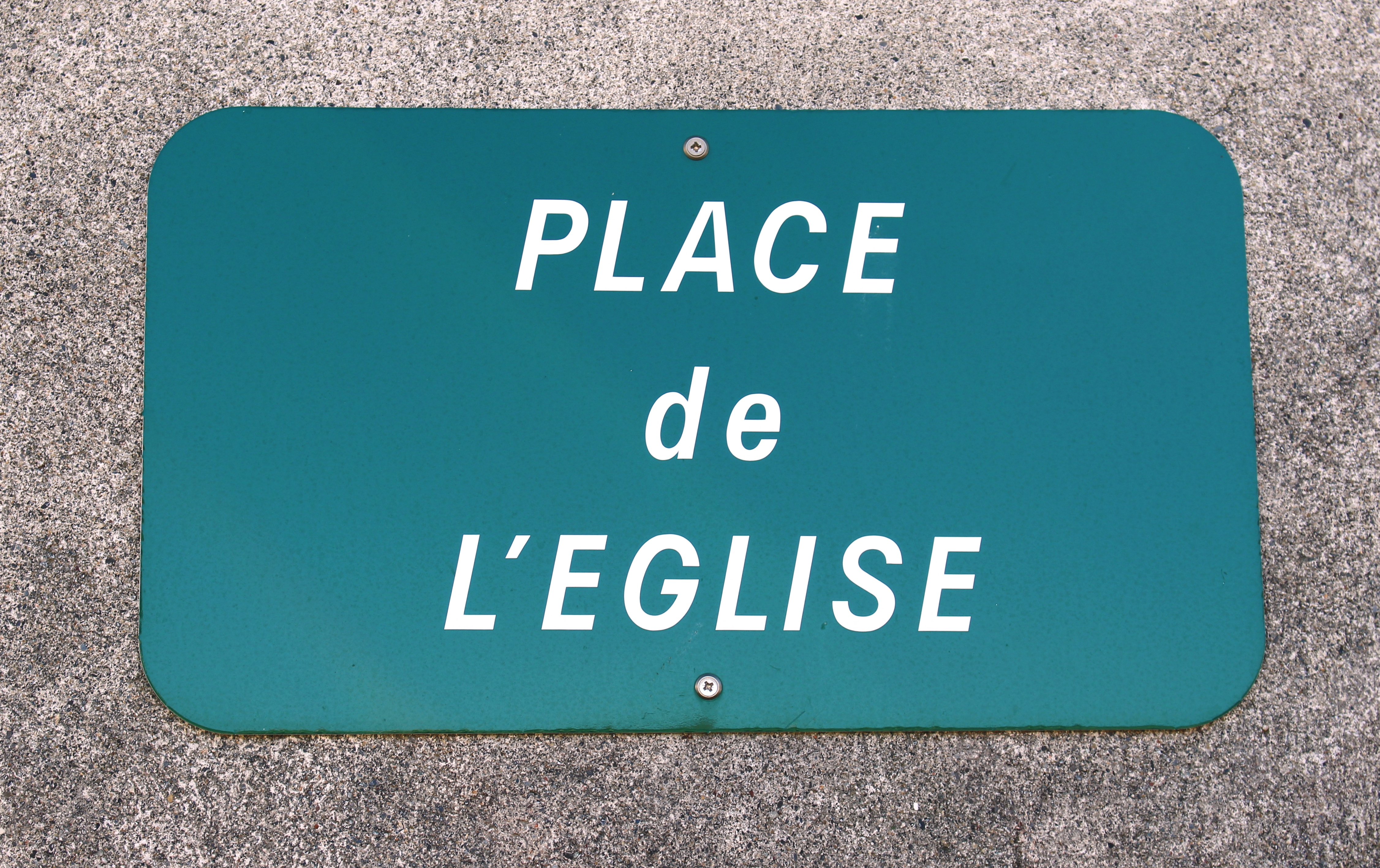
Rue du village.

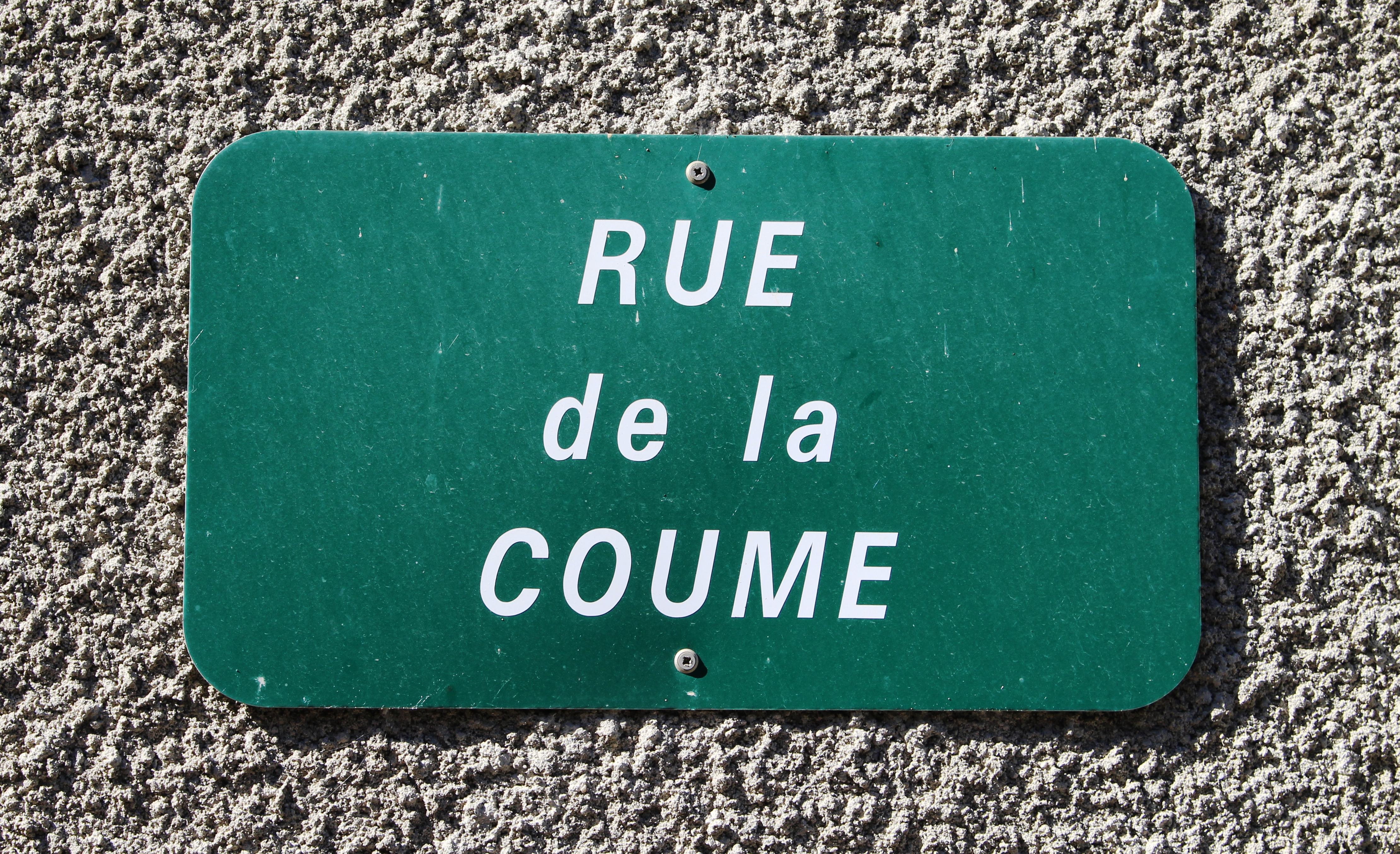
Rue du village.

### Typologie
Au 1er janvier 2024, Montégut est catégorisée commune rurale à habitat dispersé, selon la nouvelle grille communale de densité à sept niveaux définie par l'Insee en 2022.
Elle est située hors unité urbaine. Par ailleurs la commune fait partie de l'aire d'attraction de Lannemezan, dont elle est une commune de la couronne,. Cette aire, qui regroupe 65 communes, est catégorisée dans les aires de moins de 50 000 habitants,.

### Occupation des sols
L'occupation des sols de la commune, telle qu'elle ressort de la base de données européenne d’occupation biophysique des sols Corine Land Cover (CLC), est marquée par l'importance des forêts et milieux semi-naturels (59,9 % en 2018), une proportion identique à celle de 1990 (59,9 %). La répartition détaillée en 2018 est la suivante : 
forêts (59,9 %), zones agricoles hétérogènes (21,7 %), prairies (12,5 %), eaux continentales (5,9 %).
L'IGN met par ailleurs à disposition un outil en ligne permettant de comparer l’évolution dans le temps de l’occupation des sols de la commune (ou de territoires à des échelles différentes). Plusieurs époques sont accessibles sous forme de cartes ou photos aériennes : la carte de Cassini (XVIIIe siècle), la carte d'état-major (1820-1866) et la période actuelle (1950 à aujourd'hui).

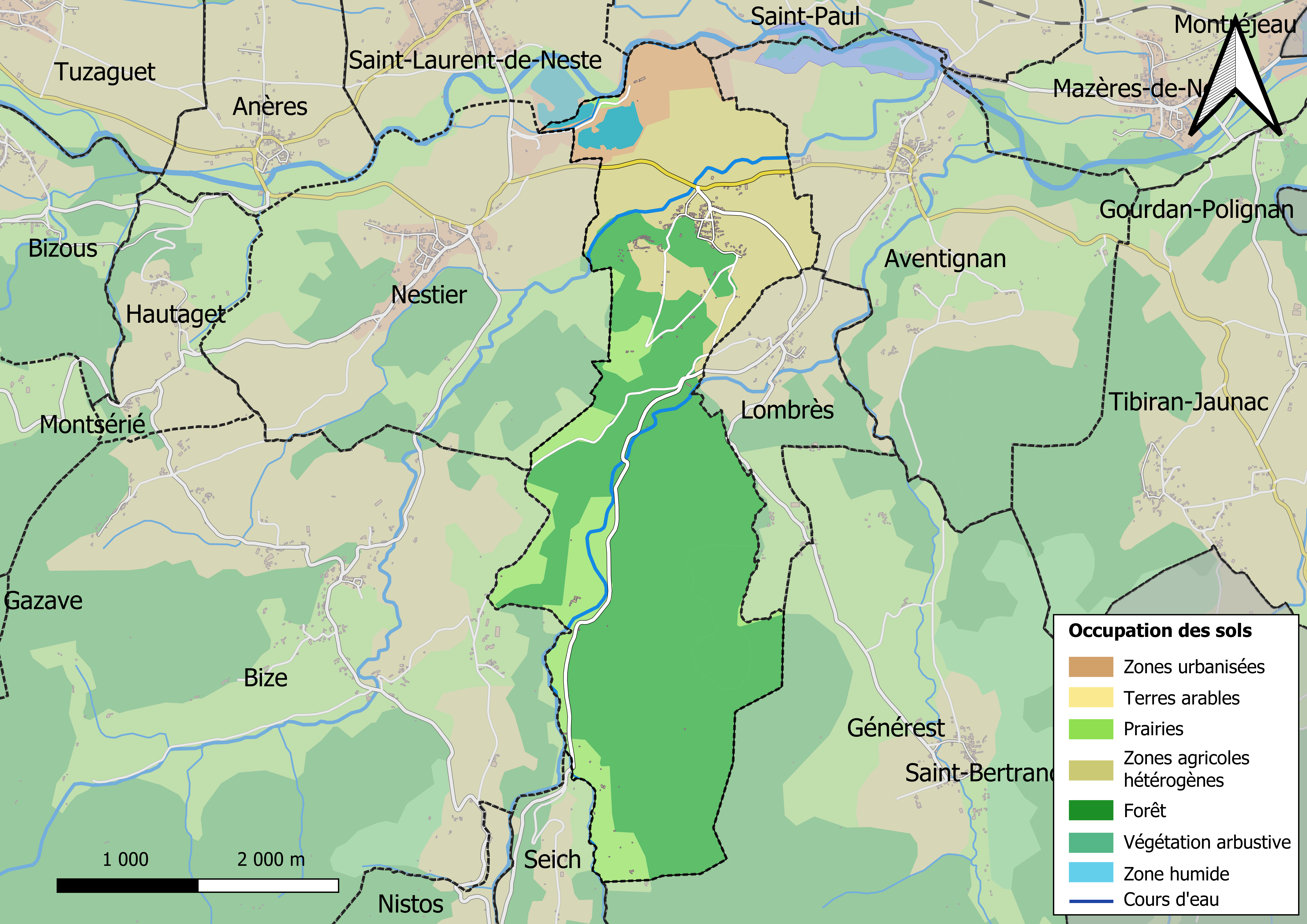
Carte des infrastructures et de l'occupation des sols en 2018 (CLC) de la commune.
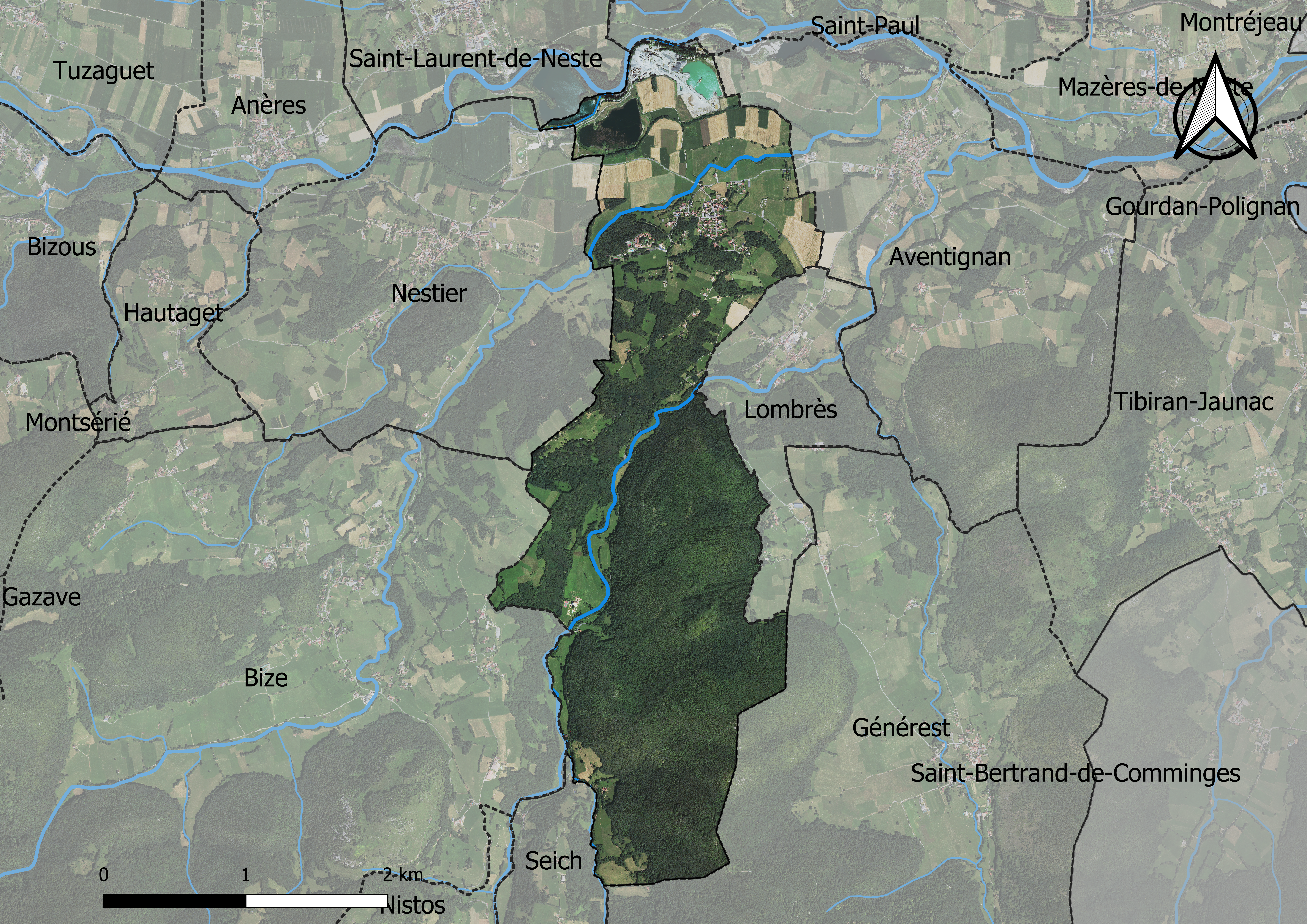
Carte orthophotogrammétrique de la commune.

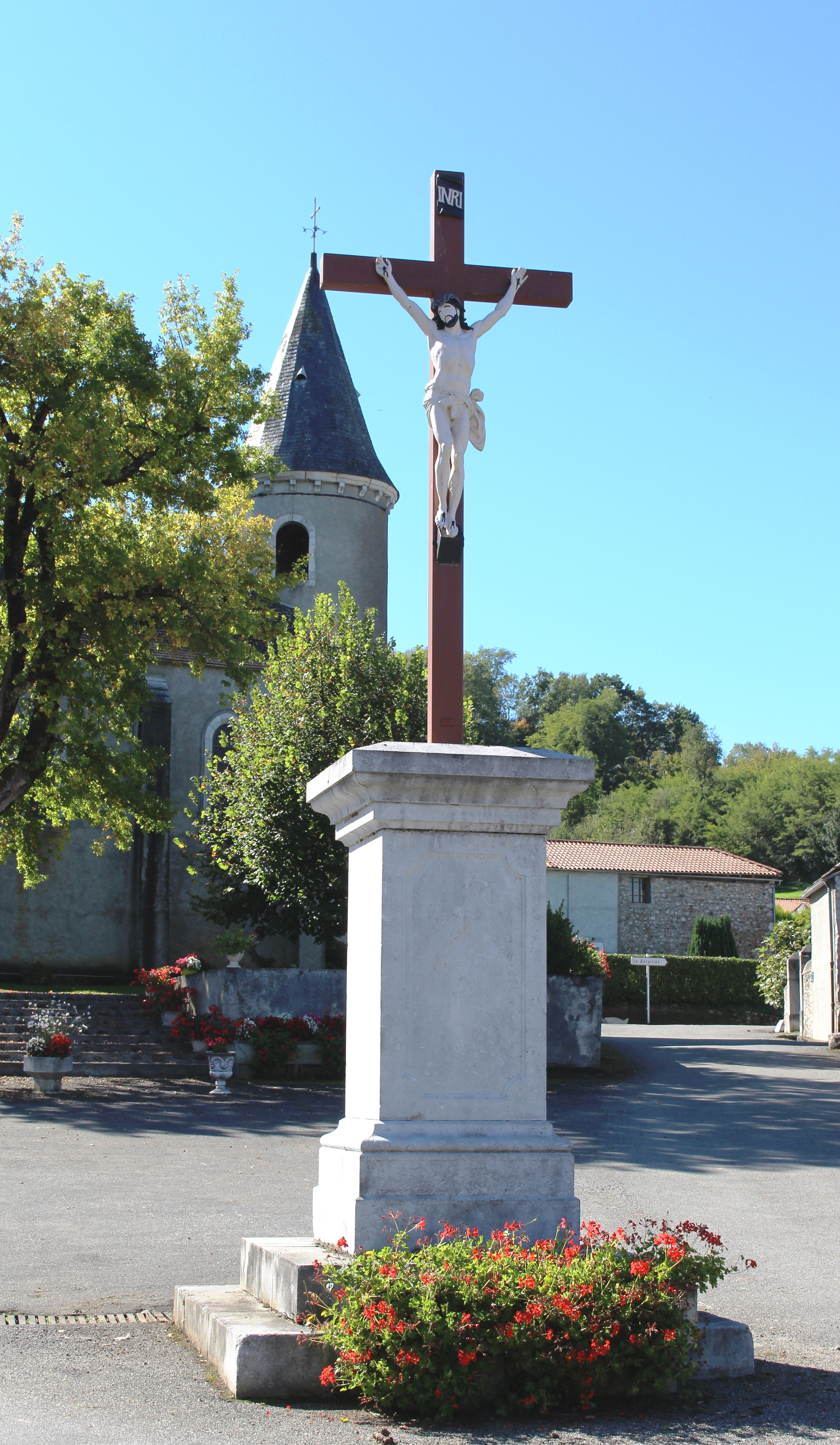
Une croix.

### Logement
En 2012, le nombre total de logements dans la commune est de 91.

Parmi ces logements, 70.2  % sont des résidences principales, 27.6  % des résidences secondaires et 2.2  % des logements vacants.

### Voies de communication et transports

Cette commune est desservie par la route départementale D 26.

### Risques majeurs
Le territoire de la commune de Montégut est vulnérable à différents aléas naturels : météorologiques (tempête, orage, neige, grand froid, canicule ou sécheresse), inondations, feux de forêts, mouvements de terrains et séisme (sismicité moyenne). Il est également exposé à un risque technologique, la rupture d'un barrage. Un site publié par le BRGM permet d'évaluer simplement et rapidement les risques d'un bien localisé soit par son adresse soit par le numéro de sa parcelle.

#### Risques naturels
Certaines parties du territoire communal sont susceptibles d’être affectées par le risque d’inondation par débordement de cours d'eau, notamment le Neste, le Merdan et le ruisseau de Nistos. La cartographie des zones inondables en ex-Midi-Pyrénées réalisée dans le cadre du XIe Contrat de plan État-région, visant à informer les citoyens et les décideurs sur le risque d’inondation, est accessible sur le site de la DREAL Occitanie. La commune a été reconnue en état de catastrophe naturelle au titre des dommages causés par les inondations et coulées de boue survenues en 1982, 1999, 2009 et 2013,.
Montégut est exposée au risque de feu de forêt. Un plan départemental de protection des forêts contre les incendies a été approuvé par arrêté préfectoral le 21 avril 2020 pour la période 2020-2029. Le précédent couvrait la période 2007-2017. L’emploi du feu est régi par deux types de réglementations. D’abord le code forestier et l’arrêté préfectoral du 27 octobre 2014, qui réglementent l’emploi du feu à moins de 200 m des espaces naturels combustibles sur l’ensemble du département. Ensuite celle établie dans le cadre de la lutte contre la pollution de l’air, qui interdit le brûlage des déchets verts des particuliers. L’écobuage est quant à lui réglementé dans le cadre de commissions locales d’écobuage (CLE)

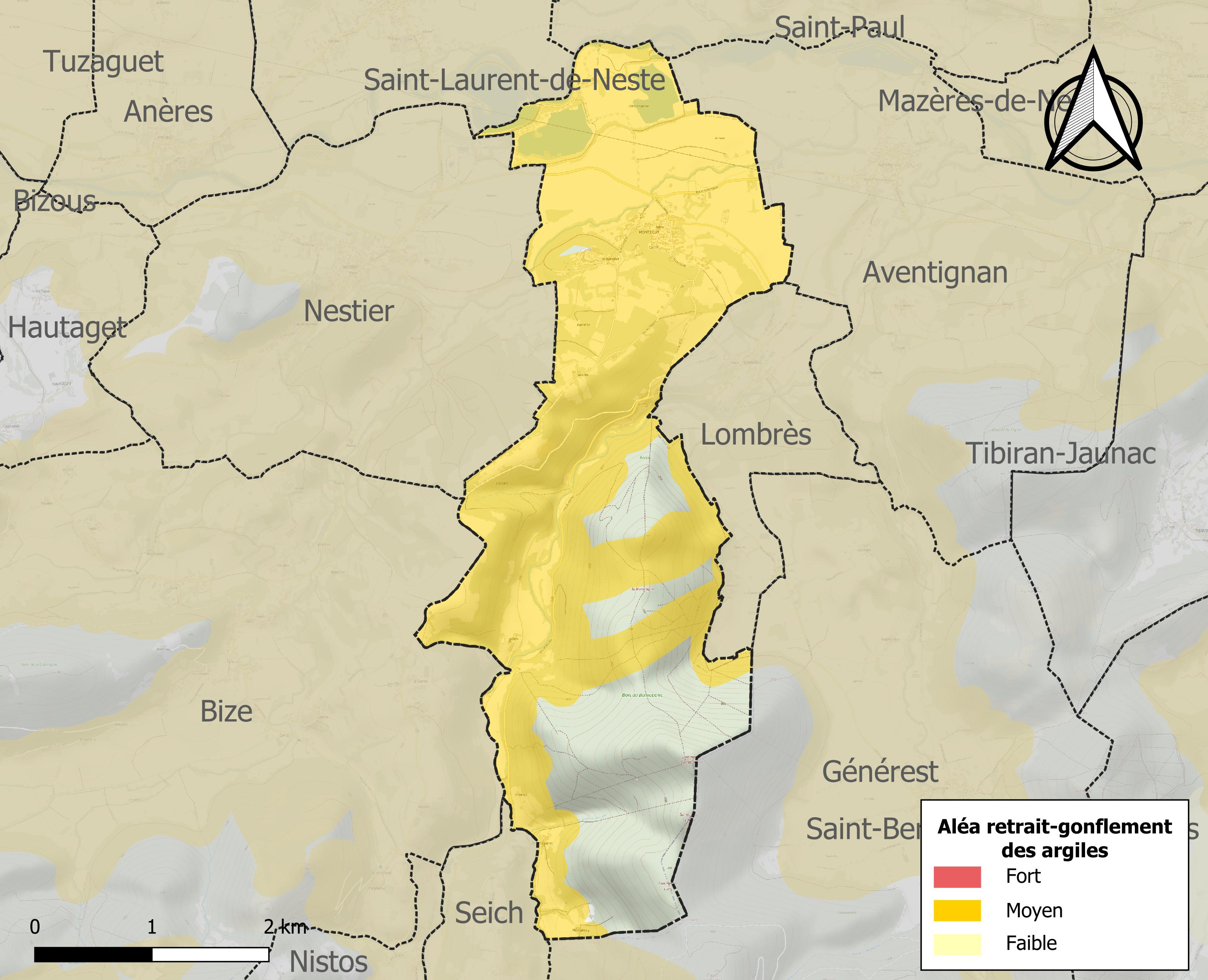
Carte des zones d'aléa retrait-gonflement des sols argileux de Montégut.

Les mouvements de terrains susceptibles de se produire sur la commune sont des tassements différentiels.
Le retrait-gonflement des sols argileux est susceptible d'engendrer des dommages importants aux bâtiments en cas d’alternance de périodes de sécheresse et de pluie. 74,7 % de la superficie communale est en aléa moyen ou fort (44,5 % au niveau départemental et 48,5 % au niveau national). Sur les 84 bâtiments dénombrés sur la commune en 2019, 84 sont en aléa moyen ou fort, soit 100 %, à comparer aux 75 % au niveau départemental et 54 % au niveau national. Une cartographie de l'exposition du territoire national au retrait gonflement des sols argileux est disponible sur le site du BRGM,.
Par ailleurs, afin de mieux appréhender le risque d’affaissement de terrain, l'inventaire national des cavités souterraines permet de localiser celles situées sur la commune.
Concernant les mouvements de terrains, la commune a été reconnue en état de catastrophe naturelle au titre des dommages causés par la sécheresse en 1989 et par des mouvements de terrain en 1999 et 2013.

#### Risques technologiques
La commune est en outre située en aval d'un barrage de classe A. À ce titre elle est susceptible d’être touchée par l’onde de submersion consécutive à la rupture de cet ouvrage.

## Toponymie

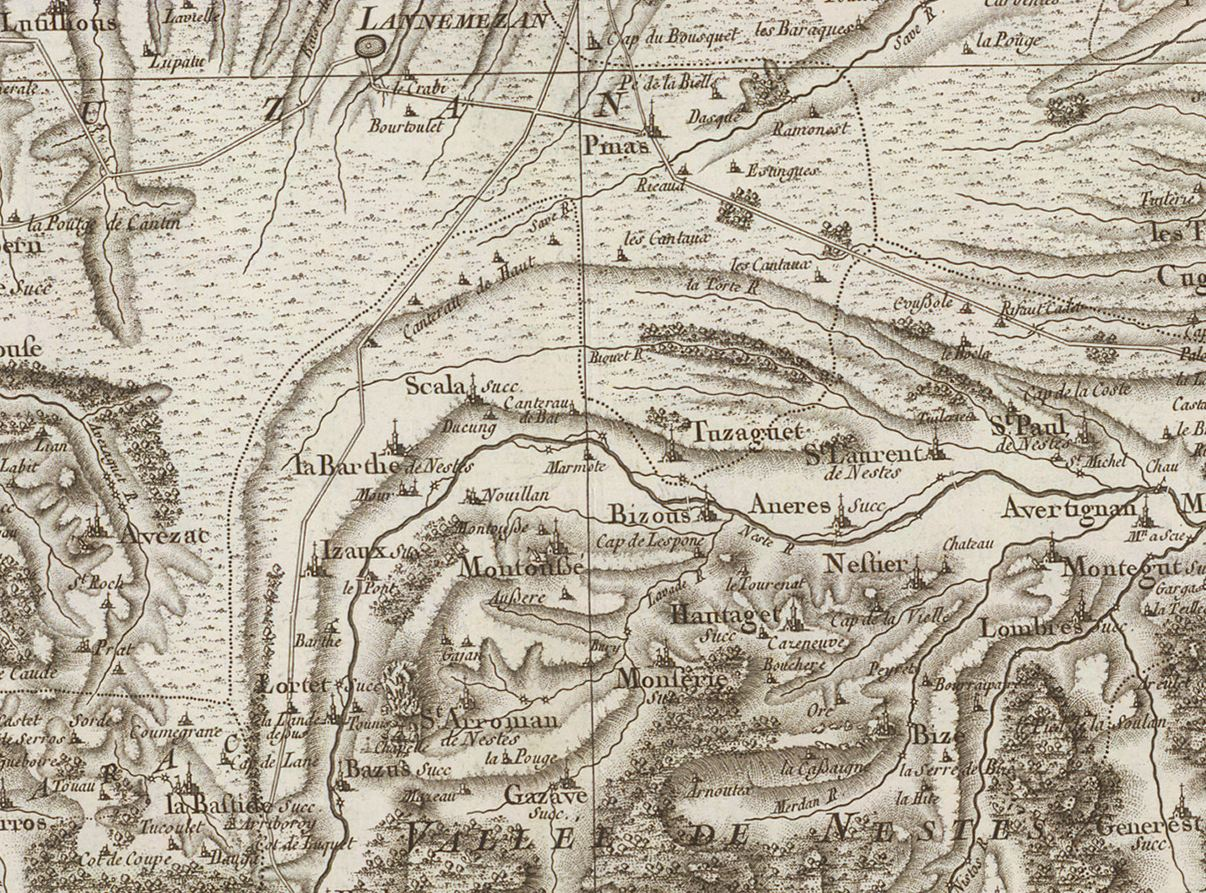
Extrait de la carte de Cassini (entre 1756 et 1789) situant Montégut au sud est de Lannemezan

On trouvera les principales informations dans le Dictionnaire toponymique des communes des Hautes Pyrénées de Michel Grosclaude et Jean-François Le Nail qui rapporte les dénominations historiques du village :
Dénominations historiques :
- De Monteacuto, de Monteaccuto, latin (1387, pouillé du Comminges) ;
- Montagut, (1767, Larcher, Cartulaire Comminges) ;
- Montegut, fin XVIIIe siècle, carte de Cassini.

Étymologie : du gascon mont (= mont) et agut (= aigu).

Nom occitan : Montagut.

## Histoire

### Cadastre napoléonien de Montégut
Le plan cadastral napoléonien de Montégut est consultable sur le site des archives départementales des Hautes-Pyrénées.

## Politique et administration

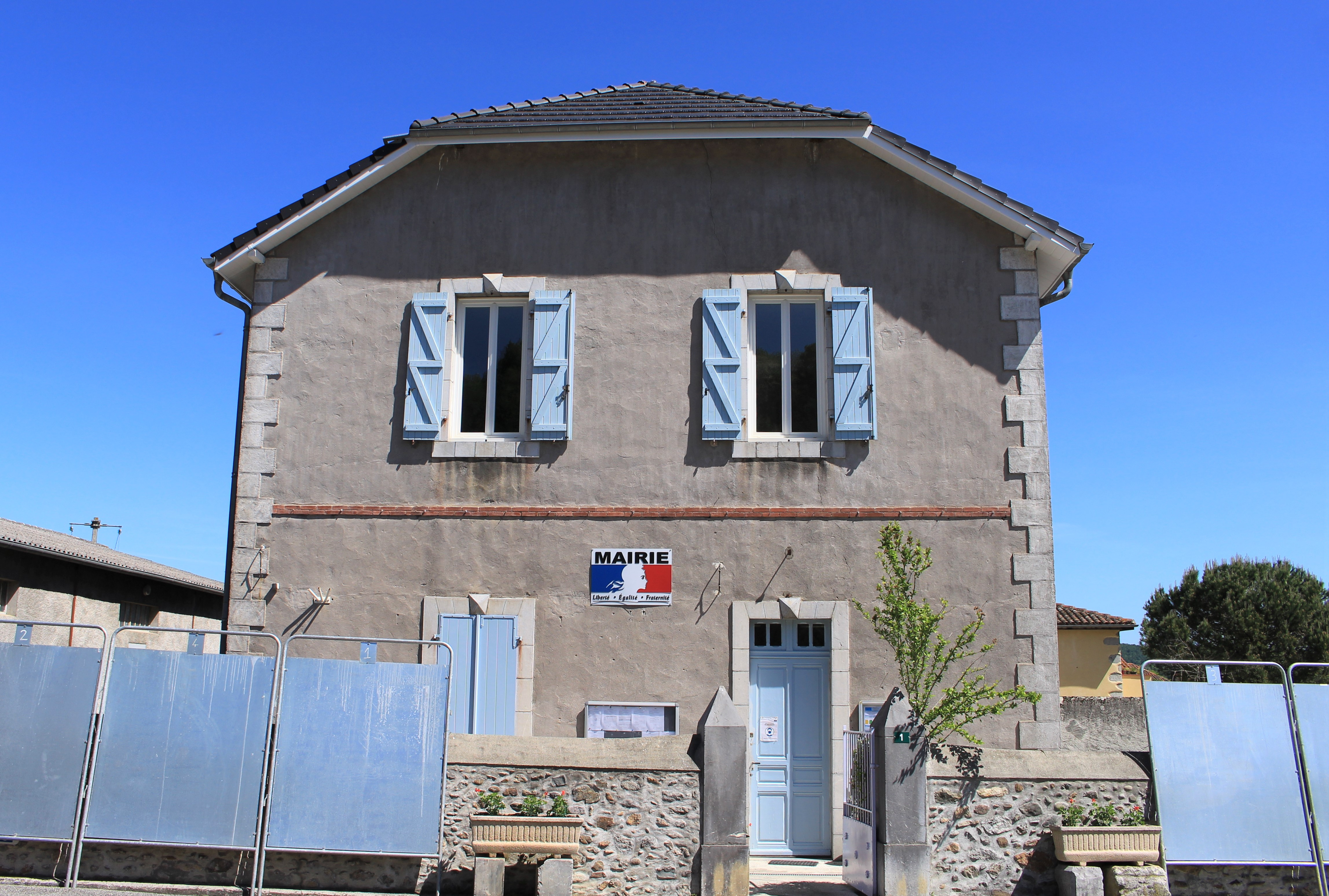
La mairie en 2021.

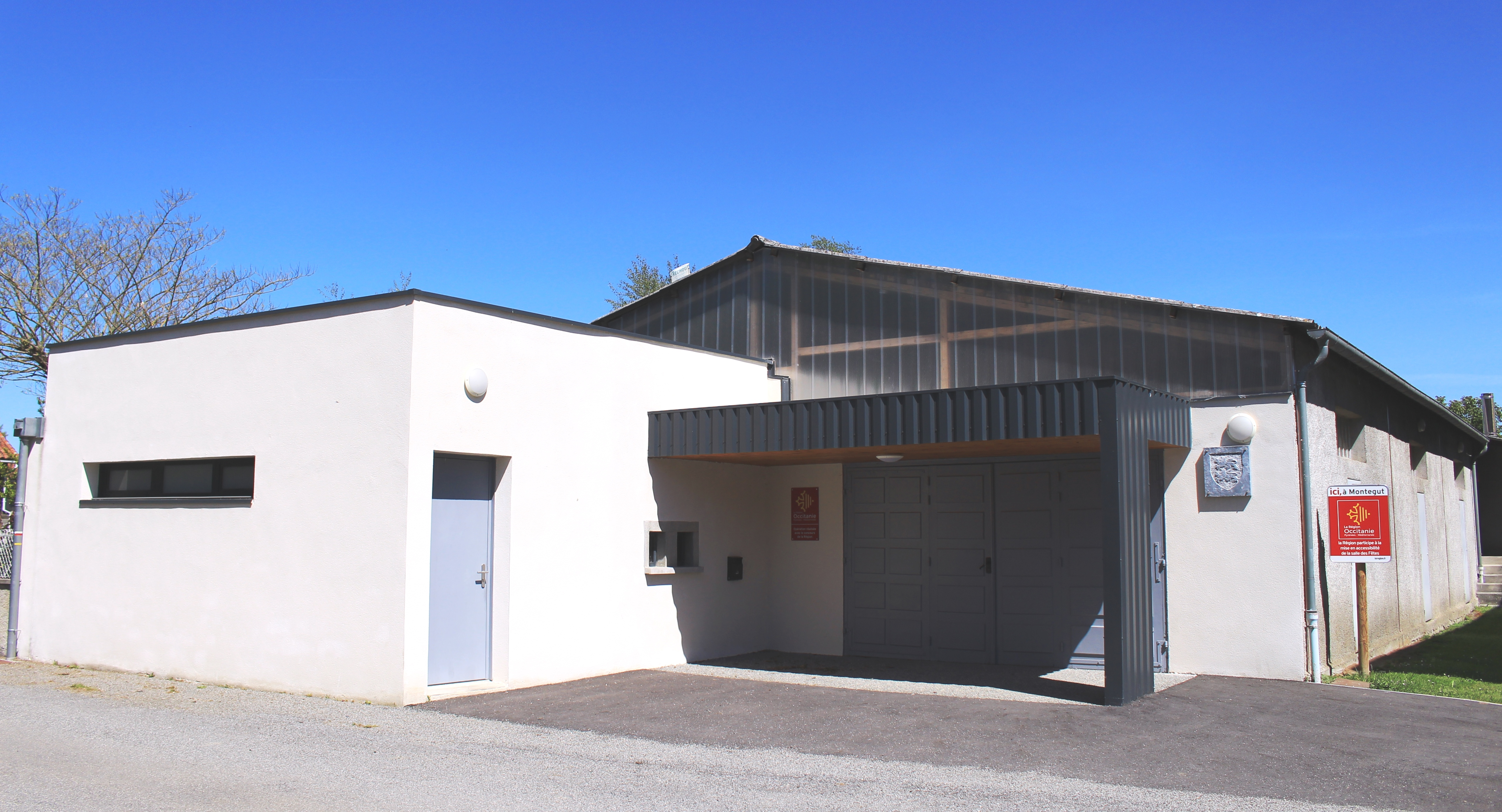
Le foyer rural en 2021.

### Liste des maires
| Période                                  | Période  | Identité            | Étiquette | Qualité |
| ---------------------------------------- | -------- | ------------------- | --------- | ------- |
| Les données manquantes sont à compléter. |          |                     |           |         |
|                                          |          |                     |           |         |
| mars 1995                                | 2001     | Jean-Paul Casterand |           |         |
| mars 2001                                | En cours | Michel Tailliez     |           |         |

### Rattachements administratifs et électoraux

#### Historique administratif
Sénéchaussée de Toulouse, élection de Rivière-Verdun, baronnie de Montégut, canton de Nestier (1790), Saint-Laurent (1870).

#### Intercommunalité
Montégut appartient à la communauté de communes Neste Barousse créée en janvier 2017 et qui réunit 43 communes.

## Population et société

### Démographie

#### Évolution démographique

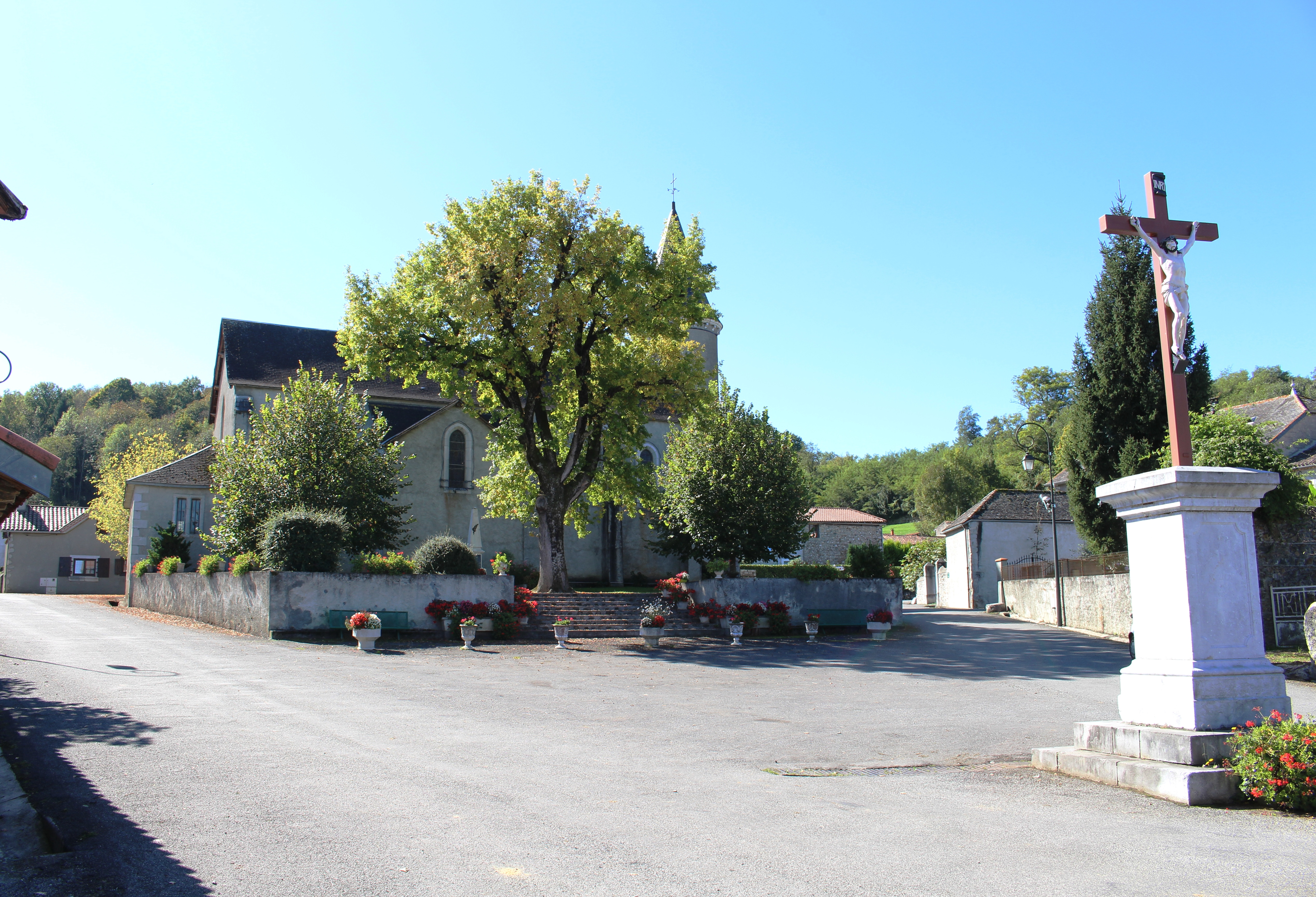
La place du village.

| 1793 | 1800 | 1806 | 1821 | 1831 | 1836 | 1841 | 1846 | 1851 |
| ---- | ---- | ---- | ---- | ---- | ---- | ---- | ---- | ---- |
| 350  | 246  | 343  | 349  | 421  | 404  | 447  | 452  | 419  |

| 1856 | 1861 | 1866 | 1872 | 1876 | 1881 | 1886 | 1891 | 1896 |
| ---- | ---- | ---- | ---- | ---- | ---- | ---- | ---- | ---- |
| 395  | 365  | 342  | 353  | 326  | 308  | 305  | 306  | 285  |

| 1901 | 1906 | 1911 | 1921 | 1926 | 1931 | 1936 | 1946 | 1954 |
| ---- | ---- | ---- | ---- | ---- | ---- | ---- | ---- | ---- |
| 258  | 229  | 249  | 211  | 202  | 181  | 187  | 164  | 175  |

| 1962 | 1968 | 1975 | 1982 | 1990 | 1999 | 2006 | 2011 | 2016 |
| ---- | ---- | ---- | ---- | ---- | ---- | ---- | ---- | ---- |
| 139  | 128  | 119  | 146  | 135  | 136  | 129  | 135  | 133  |

| 2021 | 2022 | - | - | - | - | - | - | - |
| ---- | ---- | - | - | - | - | - | - | - |
| 131  | 128  | - | - | - | - | - | - | - |

### Enseignement
La commune dépend de l'académie de Toulouse. Elle ne dispose plus d'école en 2016.

## Économie

### Emploi
|                | 2008  | 2013  | 2018  |
| -------------- | ----- | ----- | ----- |
| Commune        | 7,1 % | 7,8 % | 13 %  |
| Département    | 7,7 % | 9,4 % | 9,8 % |
| France entière | 8,3 % | 10 %  | 10 %  |

En 2018, la population âgée de 15 à 64 ans s'élève à 78 personnes, parmi lesquelles on compte 67,5 % d'actifs (54,5 % ayant un emploi et 13 % de chômeurs) et 32,5 % d'inactifs,. En  2018, le taux de chômage communal (au sens du recensement) des 15-64 ans est supérieur à celui du département et de la France, alors qu'en 2008 la situation était inverse.
La commune fait partie de la couronne de l'aire d'attraction de Lannemezan, du fait qu'au moins 15 % des actifs travaillent dans le pôle,. Elle compte 20 emplois en 2018, contre 35 en 2013 et 26 en 2008. Le nombre d'actifs ayant un emploi résidant dans la commune est de 43, soit un indicateur de concentration d'emploi de 47 % et un taux d'activité parmi les 15 ans ou plus de 44,1 %.
Sur ces 43 actifs de 15 ans ou plus ayant un emploi, 6 travaillent dans la commune, soit 14 % des habitants. Pour se rendre au travail, 85,7 % des habitants utilisent un véhicule personnel ou de fonction à quatre roues, 2,4 % les transports en commun, 7,2 % s'y rendent en deux-roues, à vélo ou à pied et 4,8 % n'ont pas besoin de transport (travail au domicile).

## Culture locale et patrimoine

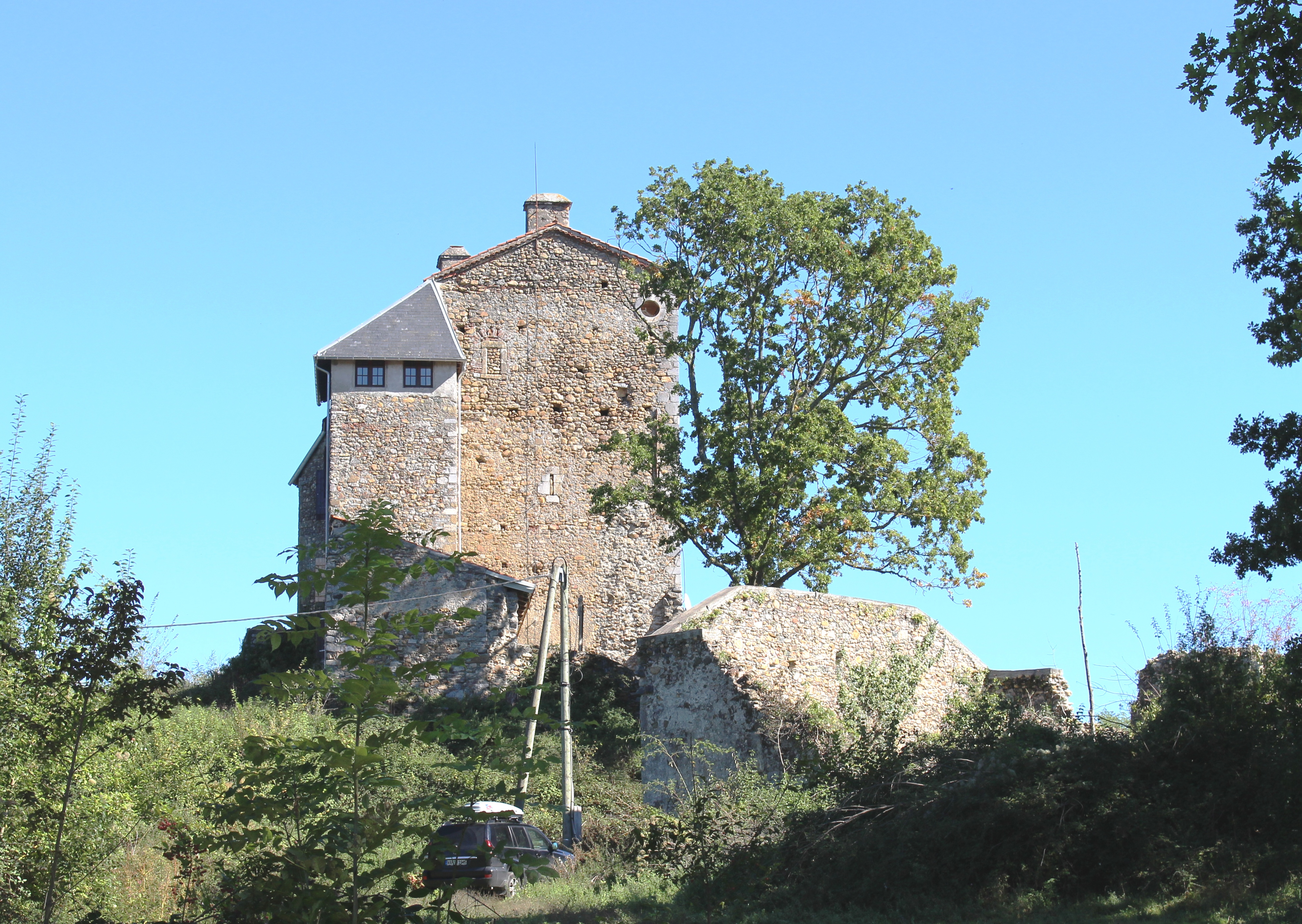
Château de Montégut

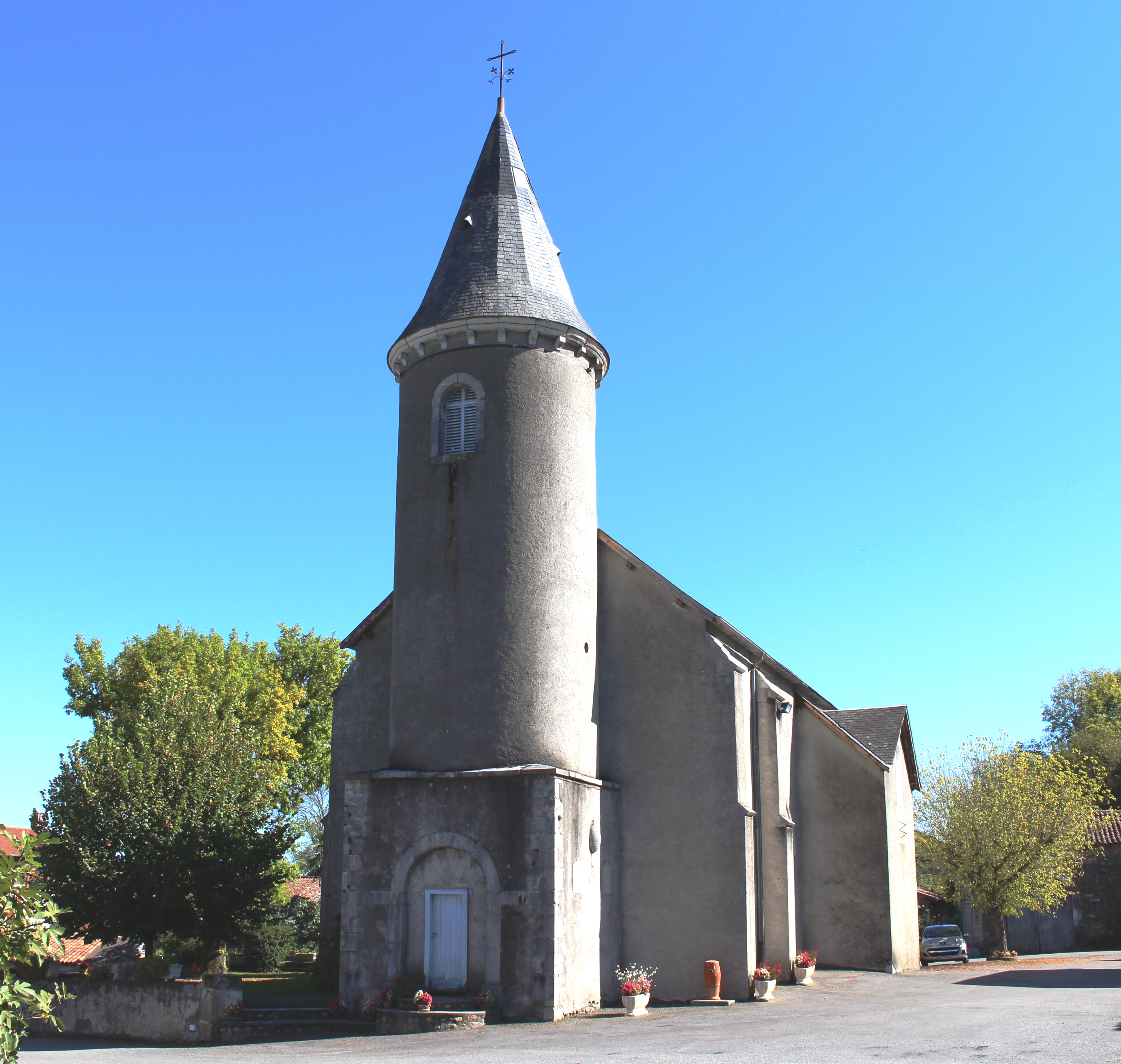
L'église Saint-André en 2017.

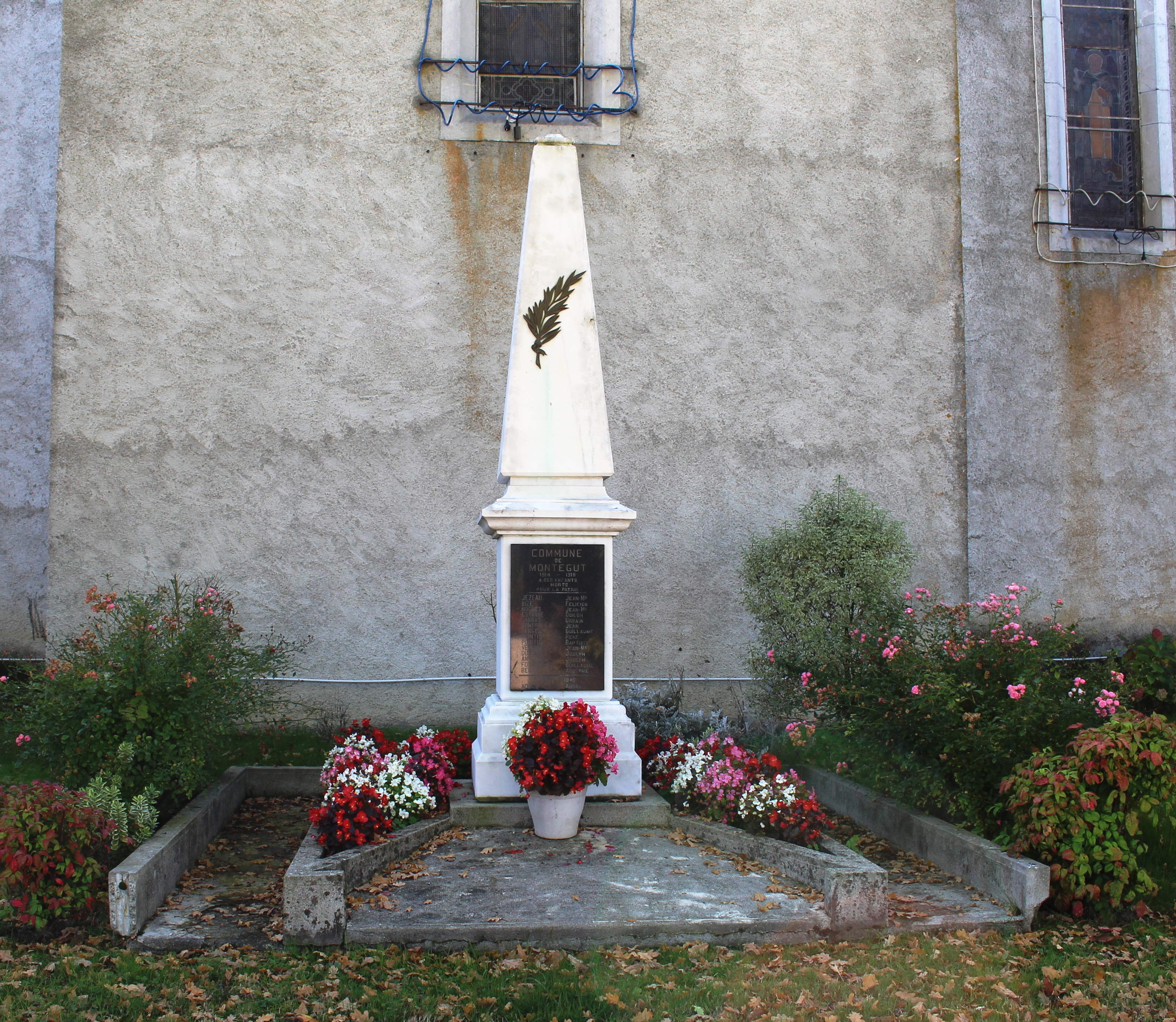
Le monument aux morts municipal.

### Lieux et monuments
- Château fort médiéval, propriété de la Maison d'Aure jusqu'au XVIe siècle
- Église Saint-André de Montégut.
- Moulin.
- Monument aux morts.

### Héraldique
| Blason | Blasonnement : D'azur aux deux lions léopardés couronnés d'or, passant l'un sur l'autre. |